# Колер, Антон
Антон Колер (нем. Anton Kohler; 1907 — 7 сентября 1961, Мюнхен) — немецкий шахматист, мастер.
Входил в число сильнейших шахматистов Германии на рубеже 1930—1940-х гг.
Неоднократный участник чемпионатов Германии. Победитель сильных по составу турниров в Карлсруэ (1938 / 1939 гг.) и Кракове — Крынице — Варшаве (1940 г.; 1-й турнир Польского генерал-губернаторства). Чемпион Баварии 1952 г.

## Спортивные результаты
| Год         | Город                      | Соревнование                            | + | − | = | Результат | Место |
| ----------- | -------------------------- | --------------------------------------- | - | - | - | --------- | ----- |
| 1937        | Штадтпроцельтен            | Турнир немецких шахматистов             |   |   |   |           | 3—4   |
|             | Бад-Эйнхаузен              | Чемпионат Германии                      | 2 | 8 | 3 | 3½ из 13  | 12    |
| 1938        | Хайльбронн                 | Турнир немецких шахматистов             |   |   |   |           | 1     |
|             | Бад-Эйнхаузен              | Чемпионат Германии                      | 6 | 5 | 4 | 8 из 15   | 8—9   |
| 1938 / 1939 | Карлсруэ                   | Турнир немецких мастеров                | 5 | 0 | 4 | 7 из 9    | 1—3   |
| 1939        | Бад-Эйнхаузен              | Чемпионат Германии                      | 5 | 4 | 6 | 8 из 15   | 4—5   |
| 1940        | Бад-Эйнхаузен              | Чемпионат Германии                      | 6 | 3 | 6 | 9 из 15   | 5     |
|             | Краков — Крыница — Варшава | Турнир Польского генерал-губернаторства | 5 | 1 | 5 | 7½ из 11  | 1—2   |
| 1952        | Пассау                     | Чемпионат Баварии                       |   |   |   |           | 1     |
| 1953        | Лейпциг                    | Чемпионат Германии                      |   |   |   | 4½ из 13  | 27    |